# NGC 1785
NGC 1785 је група звезда у сазвежђу Златна риба која се налази на NGC листи објеката дубоког неба.
Деклинација објекта је - 68° 50' 37" а ректасцензија 4h 58m 35,3s. Привидна величина (магнитуда) објекта NGC 1785 износи 11,7. NGC 1785 је још познат и под ознакама ESO 56-**38.